# Villalpando (kommunhuvudort)
Villalpando är en kommunhuvudort i Spanien.   Den ligger i provinsen Provincia de Zamora och regionen Kastilien och Leon, i den nordvästra delen av landet, 210 km nordväst om huvudstaden Madrid. Villalpando ligger 693 meter över havet och antalet invånare är 1 611.
Terrängen runt Villalpando är platt. Runt Villalpando är det glesbefolkat, med 8 invånare per kvadratkilometer. Villalpando är det största samhället i trakten. Trakten runt Villalpando består till största delen av jordbruksmark.